# High Performance File System
HPFS (High Performance File System) je poměrně moderní 16/32bitový souborový systém vyvinutý společnostmi Microsoft a IBM, který se poprvé objevil během listopadu 1989 v jejich, tehdy společném, operačním systému OS/2 verze 1.2.
Umožňuje lepší využití větších disků, výrazně rozšiřuje možnosti v pojmenování souborů (vůči FAT – na 254 znaků), zrychluje přístup k souborům (pomocí B-tree) a nastavit větší bezpečnost při přístupu k souborům (rozšířené atributy). HPFS umožňuje automatické řazení adresářů a souborů. Základní alokační jednotka byla změněna z clusteru na jeden fyzický sektor (512 bajtů).
HPFS organizuje disk do série 8 MB bloků a pokud to jde, soubor se vždy ukládá v rámci jednoho bloku. Mezi těmito bloky jsou alokovány 2 KB stránky (bitové mapy), které obsahují informace o tom, které sektory v rámci bloku jsou volné a které jsou obsazené. Toto řešení zvyšuje výkonnost při přístupech k souborům, protože se čtecí hlavičky disku nemusejí vracet na logický začátek disku, kde má starý systém FAT uloženy informace o umístění dalších sektorů právě čteného souboru.
V rámci HPFS obsahují adresáře více informací než pod FAT (třeba informace o vytvoření, modifikaci nebo přístupu). Namísto toho, aby ukazatel mířil na první cluster souboru, každá adresářová entita ukazuje na strukturu FNODE. Tato struktura obsahuje nejen vlastní data, ale může se skládat i z jiných ukazatelů na data nebo jiné struktury.
Specialitou HPFS je několik speciálních objektů – SuperBlock a SpareBlock, které však představují určitou malou slabinu v případě poškození celého souborového systému. Tato technologie umožňuje eliminovat dotěrné chybové DOS hlášení – Abort, Retry, Fail?.

## HPFS386
HPFS386 (řídící soubor HPFS386.IFS) je vylepšený souborový systém pro servery, který je na trhu velmi dlouhou dobu a výrazně rozšiřuje možnosti standardního HPFS. Přitom ho lze použít i na běžných stanicích s OS/2 bez jakékoliv podpory sítě. Jeho výhody jsou:
- HPFS386 vždy nabízel jednu důležitou funkci, která významně chybí ve Windows NT 4.0 Serveru. Nabízí možnost definovat diskové limity – omezit diskový prostor pro jednotlivé uživatele.
- Umožňuje použít pro diskovou cache více než 2048 KB RAM, které poskytuje standardní HPFS. Její velikost je omezena pouze dostupnou RAM pamětí
- Je plně 32bitový a nabízí tedy lepší výkon.
- Na jednotlivé diskové oddíly lze individuálně nastavit zpožděný zápis a další HPFS parametry jako DISKIDLE a BUFFERIDLE.

## Limitní hodnoty HPFS
Obě varianty HPFS mají v zásadě stejné limitní hodnoty. Maximální velikost souboru je – 2 GB. Maximální velikost logického disku je – 64 GB. Transparentní šifrování není podporováno. Transparentní komprese dat není podporována.